# Episodi di Saranno famosi (terza stagione)
Questa voce contiene trame, dettagli e crediti dei registi e degli sceneggiatori della terza stagione della serie televisiva Saranno famosi
Negli Stati Uniti, la serie fu trasmessa dalla NBC dal 15 ottobre 1983 al 27 maggio 1984. In Italia, è andata in onda su Rai 2 tra il 17 marzo 1985 e il 21 agosto 1986. Nel primo passaggio televisivo italiano, non è stato seguito l'ordine cronologico originario.
| nº | Titolo originale                | Titolo italiano                                           | Prima TV USA     | Prima TV Italia |
| -- | ------------------------------- | --------------------------------------------------------- | ---------------- | --------------- |
| 1  | Gonna Learn How to Fly - Part 1 | Imparerò a volare (1ª parte)                              | 15 ottobre 1983  | 17 marzo 1985   |
| 2  | Gonna Learn How to Fly - Part 2 | Imparerò a volare (2ª parte)                              | 22 ottobre 1983  | 24 marzo 1985   |
| 3  | Hail to the Chief               | Viva il gran capo                                         | 29 ottobre 1983  | 31 marzo 1985   |
| 4  | The Kids from "Fame'" in Israel | Buon compleanno Israele - Live in Israele                 | 5 novembre 1983  | 21 agosto 1986  |
| 5  | Knockout                        | Programma                                                 | 12 novembre 1983 | 7 aprile 1985   |
| 6  | Rules                           | Regole                                                    | 19 novembre 1983 | 14 aprile 1985  |
| 7  | Consequences                    | Conseguenze                                               | 26 novembre 1983 | 21 aprile 1985  |
| 8  | Breakdance                      | Break Dance                                               | 10 dicembre 1983 | 4 agosto 1986   |
| 9  | Secrets                         | Segreti                                                   | 7 gennaio 1984   | 5 agosto 1986   |
| 10 | Equals                          | Uguali                                                    | 14 gennaio 1984  | 6 agosto 1986   |
| 11 | "Fame" Looks at Music '83       | "Saranno famosi" in Concerto - Ospite d'onore: Irene Cara | 28 gennaio 1984  | 20 agosto 1986  |
| 12 | Appearances                     | Apparenze                                                 | 4 febbraio 1984  | 7 agosto 1986   |
| 13 | Bottle of Blues                 | Una bottiglia piena di tristezza                          | 11 febbraio 1984 | 8 agosto 1986   |
| 14 | Lisa's Song                     | La canzone di Lisa                                        | 18 febbraio 1984 | 9 agosto 1986   |
| 15 | A Way of Winning                | Un modo di vincere                                        | 26 febbraio 1984 | 10 agosto 1986  |
| 16 | Stages                          | Il palcoscenico della vita                                | 4 marzo 1984     | 11 agosto 1986  |
| 17 | Sheer Will                      | Forza di volontà                                          | 18 marzo 1984    | 12 agosto 1986  |
| 18 | Catch a Falling Star            | Una stella cadente                                        | 25 marzo 1984    | 13 agosto 1986  |
| 19 | A Friend in Need                | Un amico in difficoltà                                    | 1º aprile 1984   | 15 agosto 1986  |
| 20 | The Deal                        | L'accordo                                                 | 29 aprile 1984   | 16 agosto 1986  |
| 21 | Home Again                      | Di nuovo a casa                                           | 6 maggio 1984    | 14 agosto 1986  |
| 22 | Signs                           | Segnali                                                   | 13 maggio 1984   | 17 agosto 1986  |
| 23 | Heritage                        | Origini                                                   | 20 maggio 1984   | 18 agosto 1986  |
| 24 | The Home Front                  | Problemi di famiglia                                      | 27 maggio 1984   | 19 agosto 1986  |